# Bruno Gioia
Bruno Gioia (Pegognaga, 15 dicembre 1942) è un ex calciatore italiano.

## Carriera
Ha disputato due campionati di Serie A con le maglie di Messina (annata 1964-1965) e Varese (annata 1965-1966), entrambi chiusi con la retrocessione, per complessive 57 presenze e 7 reti in massima serie.
Ha inoltre all'attivo quattro campionati di Serie B nelle file di Varese, Lazio e Mantova, per complessive 121 presenze e 8 reti fra i cadetti.

## Palmarès

### Club

#### Competizioni nazionali
- Serie D: 1

Latina: 1972-1973